# Трикрати
Трикра́ти — село в Україні, у Вознесенському районі Миколаївської області. Входить до складу Олександрівської селищної громади.
Населення становить 2009 осіб.

## Історія

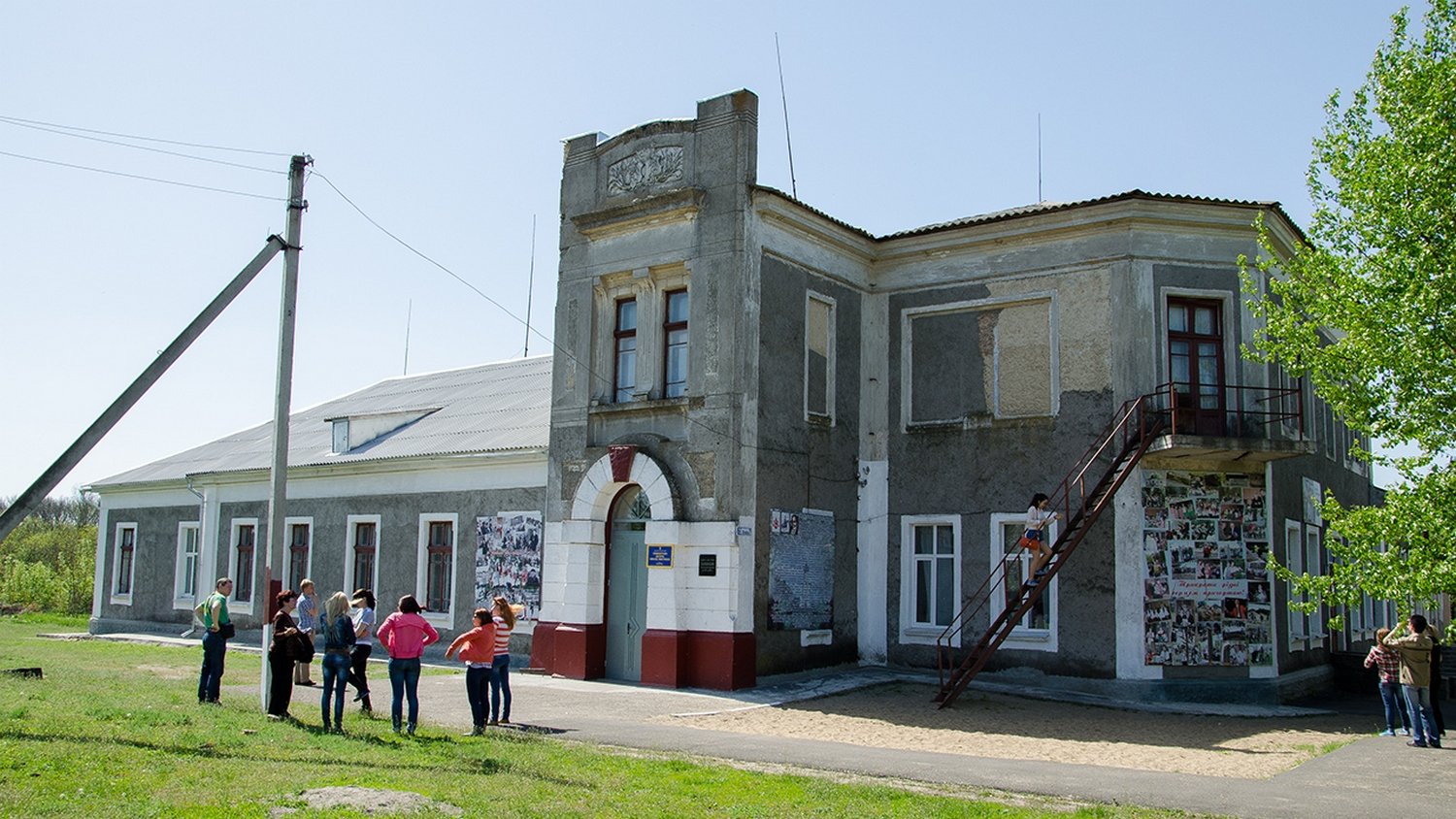
Садибний будинок Петра Скаржинського

Колишня назва села — Велика Скаржинка.
Трикрати — родове помістя козацького роду Скаржинських та колишній маєток дворянина Віктора Скаржинського — відомого ботаника. Його господарство та парк сьогодні є державним заповідним урочищем Трикратський ліс (див. також заповідне урочище «Лабіринт»).
Російська колонізація, яка почалася з приходом Потьомкінських військ, наштовхувалася на відчайдушний опір козацького українського люду. Адже царський уряд віддавав тутешні землі російським поміщикам, а місцеві мешканці ставали їхніми кріпаками.Нинішнє село Трикрати Вознесенського району, яке було володінням поміщика Скаржинськіого, отримало свою назву від того, що козаки тричі повставали і палили панський маєток.
За даними на 1859 рік у власницькому містечку Трикрати (Велика Скаржинка) Єлизаветградського повіту Херсонської губернії мешкало 958 осіб (475 чоловіків та 483 жінок), налічувалось 126 дворових господарств, існували православна церква та винокуренний завод.
Станом на 1886 рік у містечку, центрі Трикратської волості, мешкало 685 осіб, налічувалось 140 дворів, існували православна церква, земська станція, 4 лавки, 3 ярмарки на рік: у Неділю Ваій, на Вознесіння та 8 листопада. За 5 верст — паровий млин. За 7 верст — постоялий двір.

## Населення
Згідно з переписом УРСР 1989 року чисельність наявного населення села становила 2325 осіб, з яких 1087 чоловіків та 1238 жінок.
За переписом населення України 2001 року в селі мешкало 2006 осіб.

### Мова
Розподіл населення за рідною мовою за даними перепису 2001 року:
| Мова       | Відсоток |
| ---------- | -------- |
| українська | 90,79 %  |
| російська  | 7,52 %   |
| молдовська | 1,34 %   |
| білоруська | 0,25 %   |

## Промисловість
Трикратненське родовище гранітів. Це родовище у територіально-адміністративному відношенні розташоване за 1,5 кілометрів від села Трикрати і за 7 кілометрів на північний захід від залізничної станції Трикратне Одеської залізниці, на непродуктивних землях Трикратненської сільської Ради. Район родовища розташований в степовій зоні України в межах південної межі Українського кристалічного масиву.
Поверхня района представляє собою злегка пагорбкувату, порізану мережею річних долин і балок степову рівнину. Максимальні абсолютні відмітки поверхні (123,0 м), пристосовані до водороздільної частини проміж смт Олександрівка та с. Трикрати. Мінімальні — до долини р. Арбузинка (57.0 м — 58.0 м).
Розвідане родовище з південної частини межує з річкою Арбузинка, в північній частині межа проходе по поверхні, розчленованій двома пологими балками та схилом безіменного притока р. Арбузинки.
Гідромережа района входить в систему річки Південний Буг. Річка Арбузинка бере свій початок на відстані 15 кілометрів на північ родовища, в районі селища міського типу Арбузинка і впадає в річку Мертвовод, ліва притока річки Південний Буг, на відстані 6 кілометрів на схід від родовища. Місто Вознесенськ знаходиться на відстані 20 кілометрів на північ від родовища. Найближчі до родовища населені пункти: село Трикрати, на відстані 1,5 кілометра на південний схід та селище міського типу Олександрівка — на відстані 9,0 кілометрів на північ.
В економічному відношенні — район сільськогосподарський. Більшість підприємств місцевої промисловості займається переробкою продуктів сільського господарства, але й має ряд підприємств будівельної індустрії та інше. В межах району розробляється ряд родовищ відкритим способом кристалічних порід, каоліну, глини що використовуються для виготовлення щебінки, цегли та черепиці.
Всі населенні пункти пов'язані між собою ґрунтовими дорогами. Трикратненське родовище пов'язане з залізничною станцією Трикратне та містом Вознесенськ шосейною дорогою, дорога має асфальтно-бетонне покриття. Район родовища характеризується помірно континентальним кліматом, з відносно м'якою і малосніжною зимою та тривалим, часто посушливим, спекотним літом. Найхолодніший місяць — січень — його середня температура — 4,90 , найтепліший — липень +21,2о С. Абсолютний мінімум температури повітря для даної місцевості спостерігається в лютому і сягає інколи -32оС. Максимальна температура повітря відмічається в липні та серпні і сягає +38оС.
Середньорічна кількість опадів склала 400—450 мм, найбільша їх кількість випала в травні — липні, та січні — березні. Снігове покриття місцевості нетривале, його висота не перевищує 10 — 15 см. Влітку в районі родовища переважають сухі південно-східні вітри, а в осінній період — північно-східні.
Трикратненське родовище гранітів як кар'єр, заснований у 1953 році. Вперше Трикратненське родовище було детально розвідане в 1953 році на площі Київським філіалом «Гіпротранскар'єр». Запаси граніту були оцінені на придатність для облицювального каміння та затверджені ГКЗ протоколом № 792 від 15.10.1955 року, по категоріям А+В+С1. В 1960 році, Київським філіалом  «Гіпротранскар'єр» на родовищі проведена повторна детальна розвідка на більшій площі — і запаси розвідані до гор.+.  Сировина граніти були оцінені для виробництва щебеня. Запаси підраховані станом на 01.01.1961 р., по категоріям А+В+С1.
Розроблювальні гранітоїди придатні для отримання щебеневої продукції марки 1000 та 1200.
Родовище відроблялось починаючи з 1958 року Промтрестом Главбудпрома. Річна продуктивність  підприємства складала 100,0 тис.м3, в тому числі 5,0 тис.м3 облицювальних виробів. Після дорозвідки та затвердження запасів гранітів на площі до гор. (в тому числі 37.2 га по категорії С2). Продуктивність підприємства була доведена до 1.0 млн.м3 щебінки в рік. Родовище відроблялось чотирма уступами з розміщенням  робочих горизонтів на відмітках +65 м, +50 м, +36 м, +22 м, +8 м, +9 м.
Розкривні виробки (в'їзні траншеї) знаходяться в задовільному стані. Для переробки гірничої маси на щебінку в південній частині родовища був побудований дробарно — сортувальний завод зі складами готової продукції (щебінки). Відвантаження щебінки виконувалось на залізничний і автомобільний транспорт. Під час перебудови («перестройки») підприємство не працювало. В дійсний час на розробку родовища ТОВ «Вознесенська  торгово — ромислова компанія» отримала Спеціальний дозвіл на користування надрами № 4120 від 28.11.2006 року терміном дії 20 років. Гірничий відвід площею 77,65 га (протокол від 29.04.1965 № 2298). Переробкою та виробництвом щебеню, на кар'єрі, займається ТОВ «Турщеб».